# Can Molina
Can Molina és una masia al costat de llevant de l'avinguda de Francesc Maspons del poble de Bigues. És al sector central del terme municipal de Bigues i Riells, al sud-oest del Rieral de Bigues; des de darreries del segle XX ha quedat absorbida per la trama urbana de Bigues: queda a l'avinguda de Francesc Masponç, a llevant del camí de Can Segimon. És a la dreta del Tenes, a llevant de Can Traver, a prop i al sud-oest de la Baliarda, que queda a l'altre costat del Tenes, i al costat de llevant de Ca l'Espasa. Forma part del petit conjunt format per Can Curt del Rieral, Can Molina i Cal Tasar. Està inclosa en el Catàleg de masies i cases rurals editat per l'ajuntament de Bigues i Riells.